# Russy, Calvados
Russy är en kommun i departementet Calvados i regionen Normandie i norra Frankrike. Kommunen ligger i kantonen Trévières som ligger i arrondissementet Bayeux. År 2018 hade Russy 199 invånare.

## Befolkningsutveckling
Antalet invånare i kommunen Russy
Referens:INSEE